# لينا غونتر
لينا غونتر (بالألمانية: Leena Günther)‏ هي منافسة ألعاب القوى ألمانية، ولدت في 16 أبريل 1991 في كولونيا في ألمانيا.

## وصلات خارجية
- لينا غونتر على موقع الاتحاد الدولي لألعاب القوى (الإنجليزية)
- لينا غونتر على موقع أوليمبيديا (الإنجليزية)
- لينا غونتر على موقع اللجنة الأولمبية الألمانية (الألمانية)